# Jakub Gattilusio
Jakub Gattilusio – genueński trzeci władca Lesbos od 1404 do 1428 roku. 

## Życiorys
Był synem Franciszka II Gattilusio. Nie miał synów, po jego śmierci jego następcą został jego młodszy brat Dorino I Gattilusio. 